# Vartan Hovanessian

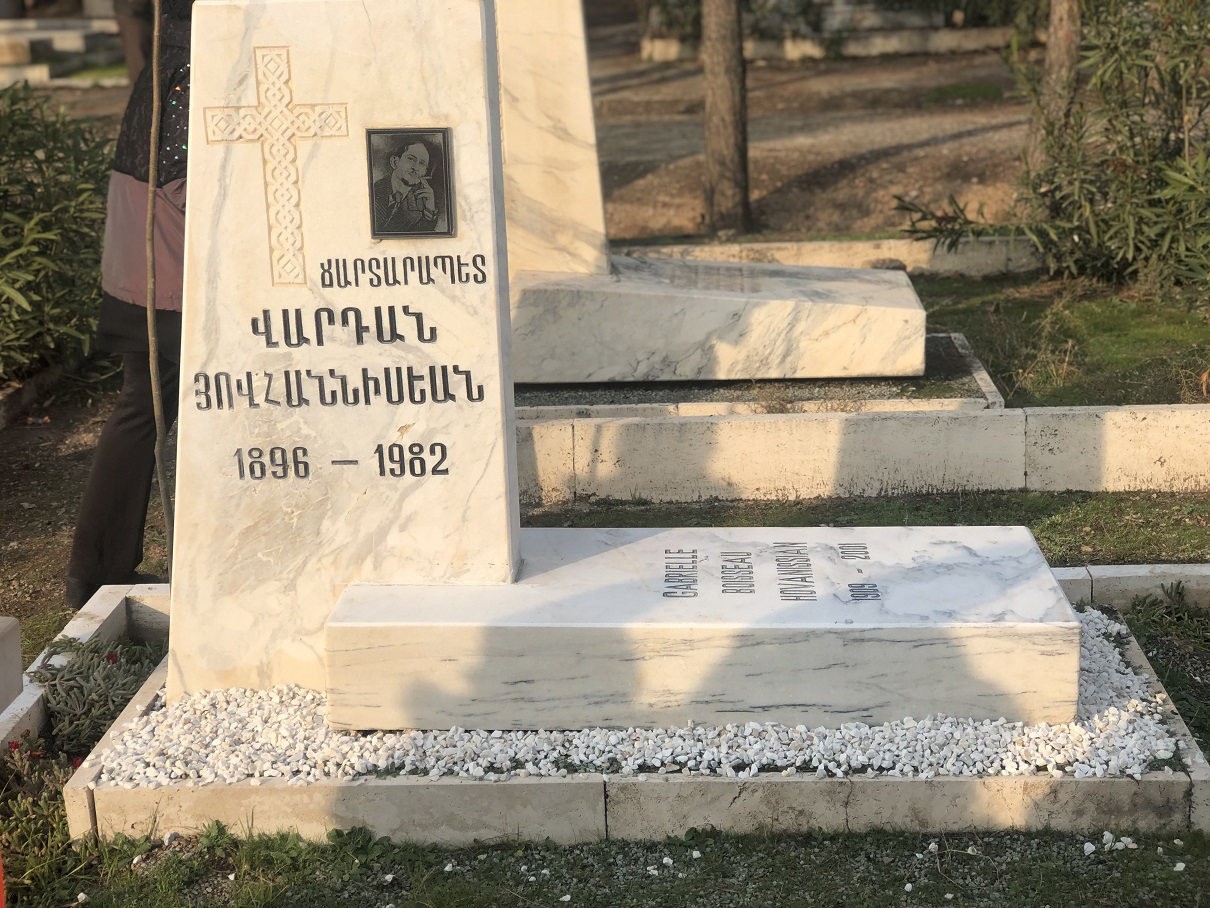

Vartan Hovanessian (en persa: وارطان هوانسیان‎; Tabriz, 1895-Teherán, 1982) fue un arquitecto iraní de cultura armenia. 

## Trayectoria
Estudió en la Escuela Especial de Arquitectura de París, donde se tituló en 1922. Trabajó un tiempo en el estudio de Henri Sauvage, hasta que abrió su propio estudio. En 1935 regresó a su país, donde ganó el concurso para la construcción de la Escuela Femenina de Artes y Oficios en Teherán, terminada en 1938. En esta obra se aprecia su formación francesa, en la que se deonta la influencia de Auguste Perret y Tony Garnier, perceptible en la simplicidad de las formas, el seguimiento escrupuloso de los preceptos de la arquitectura moderna y la cuidadosa elección de los materiales.
Entre 1935 y 1941 realizó sus obras más notables: el palacio de Saad Abad, el Hotel de Darband, la sede del Banco de Sepah y el edificio residencial de Ave Shahreza (Engelab), actualmente Facultad de Arte y Arquitectura de la UAI.
En 1936 finalizó el Club de Oficiales de Teherán, obra de Gabriel Guevrekian.